# Opaci, Căușeni
Opaci este un sat din raionul Căușeni, Republica Moldova.

## Istorie
Dicționarul geografic al Basarabiei, de Zamfir Arbore, 1904:
Opacia, sat, în jud. Bender, volostea Căușeni, așezat într-o înfundătură a văii Botna, pe partea dreaptă a râulețului, la 9 verste de Căușenii-Noi. Prin sat curge un pârâiaș, care se varsă în Botna. S-a întemeiat la 1670. Pe la 1822 au fost aici deja 98 familii de țărani români și 4 familii de ruptași. La 1827 s-au mai așezat 7 familii de ruteni. Sătenii aveau pe atunci: 116 cai, 1.826 vite mari, 2.045 oi; prisăci cu 222 stupuri; 25 puțuri; 7 mori; o biserică de piatră; 3.150 desetine pământ. Astăzi (începutul secolului al XX-lea) satul are 305 case, cu o populație de 2.397 suflete; biserică; 420 vite mari. Sunt vii și grădini cu pomi.

## Demografie

### Structura etnică
Structura etnică a localității conform recensământului populației din 2004:
| Grup etnic                                               | Populație | Procentaj     |
| -------------------------------------------------------- | --------- | ------------- |
| Băștinași declarați Moldoveni Băștinași declarați Români | 3.085 403 | 87,74% 11,46% |
| Ucraineni                                                | 9         | 0,26%         |
| Ruși                                                     | 7         | 0,2%          |
| Bulgari                                                  | 4         | 0,11%         |
| Polonezi                                                 | 4         | 0,11%         |
| Găgăuzi                                                  | 2         | 0,06%         |
| Alții                                                    | 2         | 0,06%         |
| Total                                                    | 3.516     | 100%          |

## Administrație și politică
Componența Consiliului local Opaci (13 consilieri), ales la 5 noiembrie 2023, este următoarea:
|  | Partid                                | Consilieri | Componență | Componență | Componență | Componență | Componență | Componență | Componență | Componență | Componență |
|  | ------------------------------------- | ---------- | ---------- | ---------- | ---------- | ---------- | ---------- | ---------- | ---------- | ---------- | ---------- |
|  | Partidul Acțiune și Solidaritate      | 9          |            |            |            |            |            |            |            |            |            |
|  | Partidul Liberal Democrat din Moldova | 2          |            |            |            |            |            |            |            |            |            |
|  | Partidul Social Democrat European     | 2          |            |            |            |            |            |            |            |            |            |

## Personalități
- Ion Ungureanu (1935-2017), actor, regizor și luptător pentru identitatea națională din Republica Moldova, ministru al culturii și cultelor în acest stat;
- Andrei Ivanțoc (n. 1961), politician român-moldovean, luptător pentru integritatea teritorială a Republicii Moldova;
- Zinaida Bolboceanu (n. 1959), cântăreață de muzică populară.